# فرودگاه هنکاک کونتی-بار هاربر
فرودگاه هنکاک کونتی-بار هاربر (به انگلیسی: Hancock County-Bar Harbor Airport) یک فرودگاه همگانی با کد یاتا BHB است که یک باند فرود آسفالت دارد و طول باند آن ۱۵۸۵ متر است. این فرودگاه در کشور ایالات متحده آمریکا قرار دارد و در ارتفاع ۲۵٫۳ متری از سطح دریا واقع شده‌است.

## شرکت‌های هواپیمایی و مقصدهای پروازی
| شرکت‌های هواپیمایی | مقصدهای پروازی     |
| ----------------- | ------------------ |
| کیپ ایر           | لوگان              |
| الیت ایرویز       | فصلی: شهری ورو بیچ |
| پن‌ایر             | فصلی: لوگان        |

| Destinations map                                                                             |
| -------------------------------------------------------------------------------------------- |
| Bar Harborشهری ورو بیچلوگان All destinations from Hancock County-Bar Harbor Airport (BHB). · |

Cape Air operates سسنا ۴۰۲ twin prop aircraft, الیت ایرویز flies both بمباردیه سی‌آرجی ۱۰۰/۲۰۰ and بمباردیه سی‌آرجی ۷۰۰/۹۰۰ regional jets and پن‌ایر operates Saab 340B turboprops.  PenAir's service also operate as قرارداد نماد مشترک flights via an agreement with آلاسکا ایرلاینز.